# 橋本秀雄
橋本 秀雄（はしもと ひでお、1961年 - ）は、大阪府生まれの半陰陽者アクティビスト。阪南大学商学部卒業。「半陰陽の子ども達とその家族のセルフヘルプグループ」（PESFIS)世話人。
愛称はハッシーで、本人もこれを本名より好んで使用する。戸籍上は男性となっているが、身体的には男性と女性の性腺の両方を持ち合わせた半陰陽（インターセックス）者であり、性自認もはっきりしていない。幼い頃、性器の形状がおかしいということで親に病院に連れて行かれるが、医師が「よくあることですよ」と言ったため、特に身体的な治療を受けることはなかった。
橋本によれば、多くの半陰陽者は出生時、あるいはその後、半陰陽者だと分かった時点で、本人の意思確認をせずに性器の形状を手術によって変えられたり、性ホルモン治療を受けさせられたりしており、結果的に思春期に自我が確立されてくるのに伴い、アイデンティティの混乱や、望まぬ治療を受けさせられたショックから精神疾患にかかってしまうなどの悲惨なケースが跡を絶たない、としている。（特に調査などは行われていないため実情は不明である）。橋本は、このような他の当事者の現状を嘆き、「半陰陽者の性の選択は本人の意思に任せるべきである」と主張して、PESFISを立ち上げた。

## 主な著作
- 『男でも女でもない性－インターセックス(半陰陽)を生きる』青弓社、1998年
- 『性のグラデーション－半陰陽児を語る』青弓社、2000年
- 『男でも女でもない性・完全版－インターセックス(半陰陽)を生きる』青弓社、2004年